# Hereford (race bovine)
Pour les articles homonymes, voir Hereford.
La hereford, ou vache figure blanche en français cadien, est une race bovine britannique.

## Origine

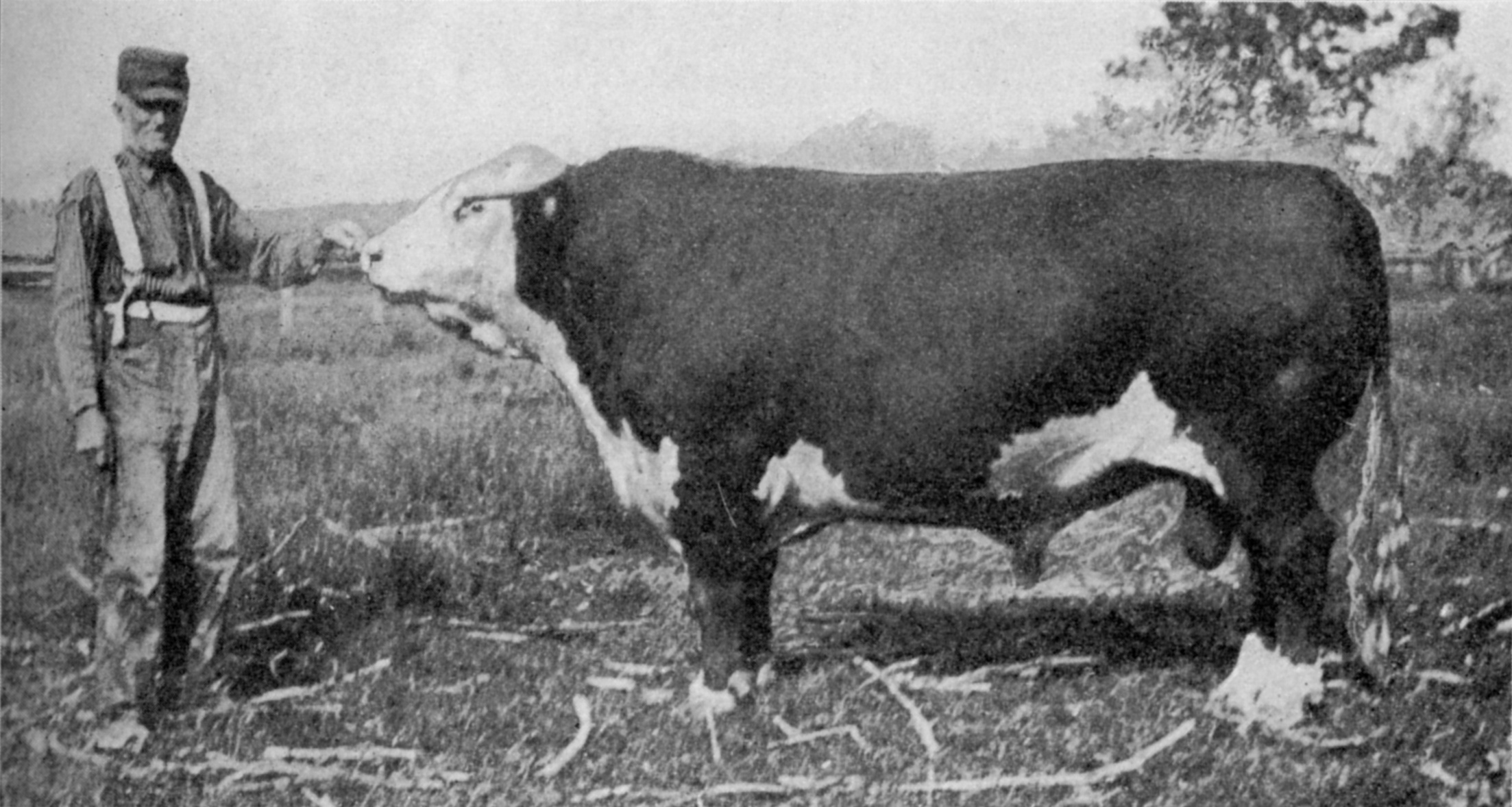
Taureau Hereford en 1888.

Elle appartient au rameau des races bovines du littoral de la mer du Nord. Elle est ainsi apparentée à la shorthorn. Elle est issue du comté du Herefordshire (Ouest de l’Angleterre) qui lui a donné son nom. Du bétail décrit en 1627 mentionne cette race. Sa ressemblance avec la race néerlandaise Groningue vient d'animaux importés par lord Scudamore, un éleveur de cette race. 
Cette race, sélectionnée depuis longtemps pour sa production bouchère, a donné des reproducteurs très lourds. En 1839, le taureau hereford « Cotmore » pesait 1 770 kg, mais au XXe siècle, la sélection a porté sur des animaux plus légers mais plus efficaces (bonne vitesse de croissance, moins de gras, plus de morceaux nobles...). Le premier livre généalogique de cette race fut publié à Hereford (Angleterre) en 1846. 
Cette race est la plus répandue au monde des races bovines à vocation bouchère. Elle fut largement exportée dès le XIXe siècle, en 1775 en Irlande, en 1817 aux États-Unis, en 1825 en Australie. Plus de 25 pays ont désormais leur propre livre généalogique de bovins hereford. Une association existe au niveau mondial, la World Hereford Council dont la mission est de contribuer à l'amélioration de la race. En France, elle a été reconnue par le ministère de l'agriculture en 1975 et l'ouverture de son livre généalogique.
On estime à 200 millions les têtes de bétail de race hereford dans le monde. 

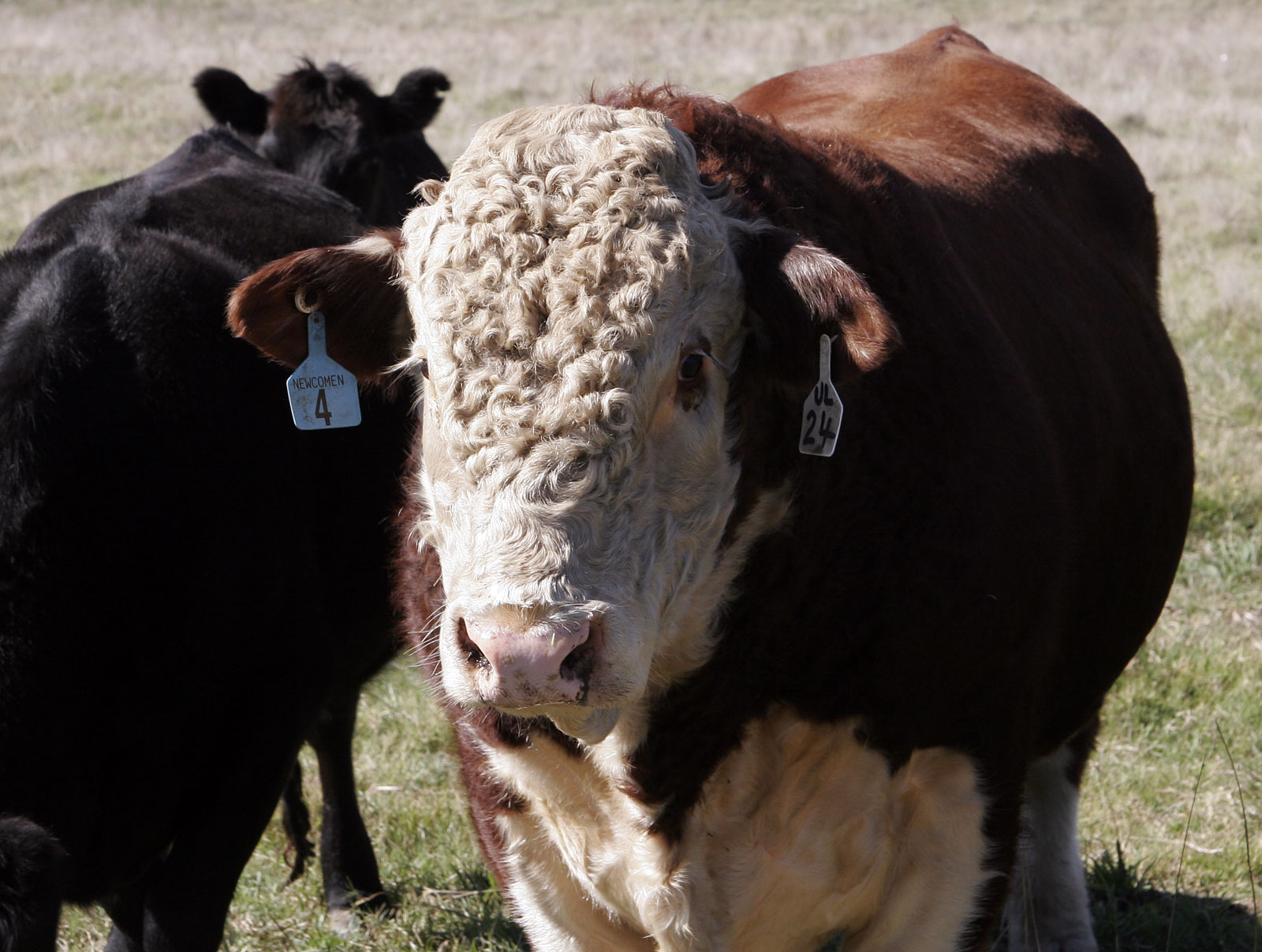
Taureau hereford

## Morphologie
Elle porte une robe rouge unie, avec la tête blanche, mais il existe des individus à robe noire. Les pattes la ligne ventrale et le garrot sont également blancs. Les poils frisent avec la toison hivernale, surtout sur la tête des taureaux. Les cornes sont en roue basse. Une souche d'animaux sans cornes est apparue dans l'Iowa en 1901. Elle a été sélectionnée à part sur ce caractère et a été appelée polled hereford. 
La vache est de taille moyenne avec 135 cm au garrot. Elle pèse 800 kg et les mâles entre 1 200 et 1 300 kg. Elle a une morphologie typique des races bouchères britanniques avec des pattes relativement courtes pour un tronc rond et massif et des cuisses très musclées.

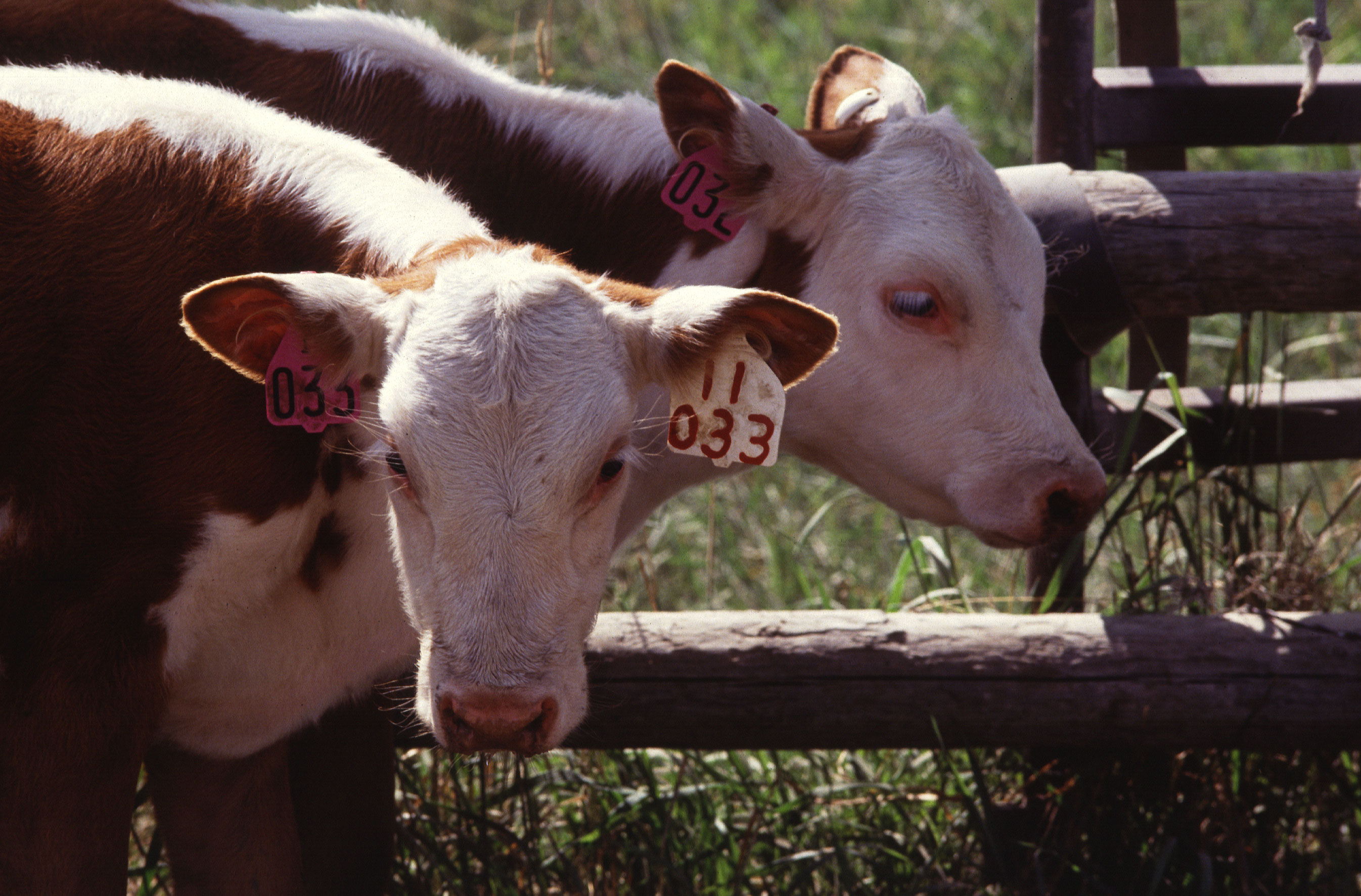
Jumeaux hereford

## Aptitudes
C'est une race typiquement bouchère, sélectionnée depuis plusieurs siècles pour cette production. Elle donne une carcasse aux os fins et avec beaucoup de viande goûteuse. Seul bémol, la viande est grasse, critère important de nos jours où dépistage du cholestérol et souci des consommateurs pour leur ligne font préférer les viandes maigres. 
Elle doit sa diffusion sur tous les continents à un ensemble de qualités rares. La vache est fertile, de bonne longévité, vêle facilement et élève bien son veau. Ce dernier grandit vite et donne une carcasse recherchée. La race est docile, rustique, facile a élever en plein air et résistante aux maladies. Son aptitude à la marche est aussi un atout pour l'élevage en pâturage exclusif. Les reproducteurs transmettent leur morphologie à leur descendance et sont donc recherchés en croisement améliorateur. 
La grande quantité d'individus tend à différencier deux morphotypes. Celui des animaux élevés en plein air en Amérique, et celui de l'élevage traditionnel européen. Ce dernier sélectionne les animaux les plus rentables en élevage intensif, avec des carcasses lourdes et rondes, mais cet élevage se fait parfois au détriment de la rusticité.

## Race à viande
L'élevage de la race Hereford se perpétue depuis le XVIIIe siècle en Grande Bretagne et en Irlande. Sa viande est dotée d'un persillage intramusculaire fin qui apporte un goût aux notes de céréales. La viande est particulièrement tendre. 

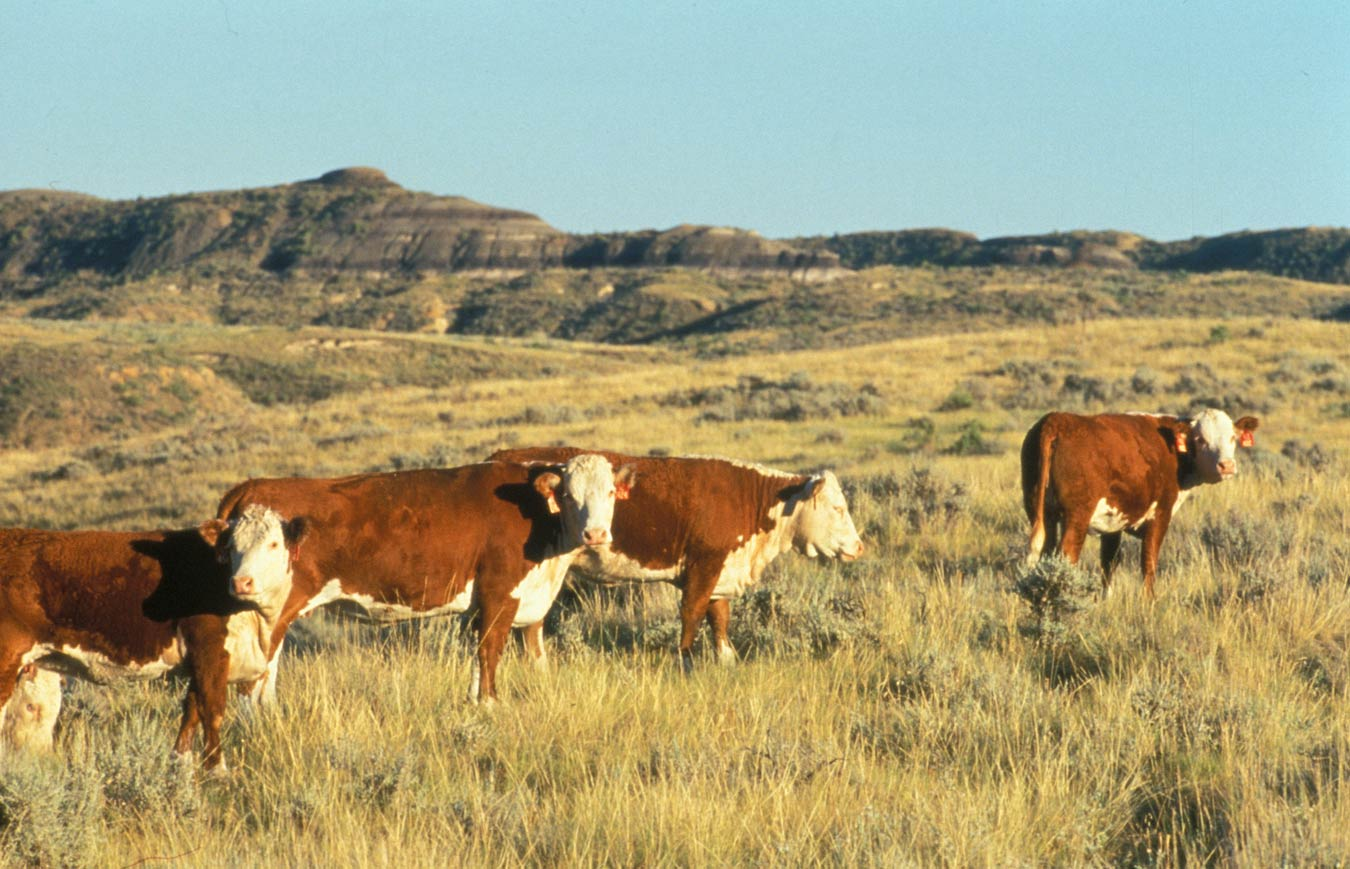
Troupeau Hereford.

## Dans la fiction
- Dans La ferme se rebelle (2004), 45e Classique d'animation des studios Disney, l'héroïne principale,  Maggie, est une vache de concours hereford.

### Liens externes

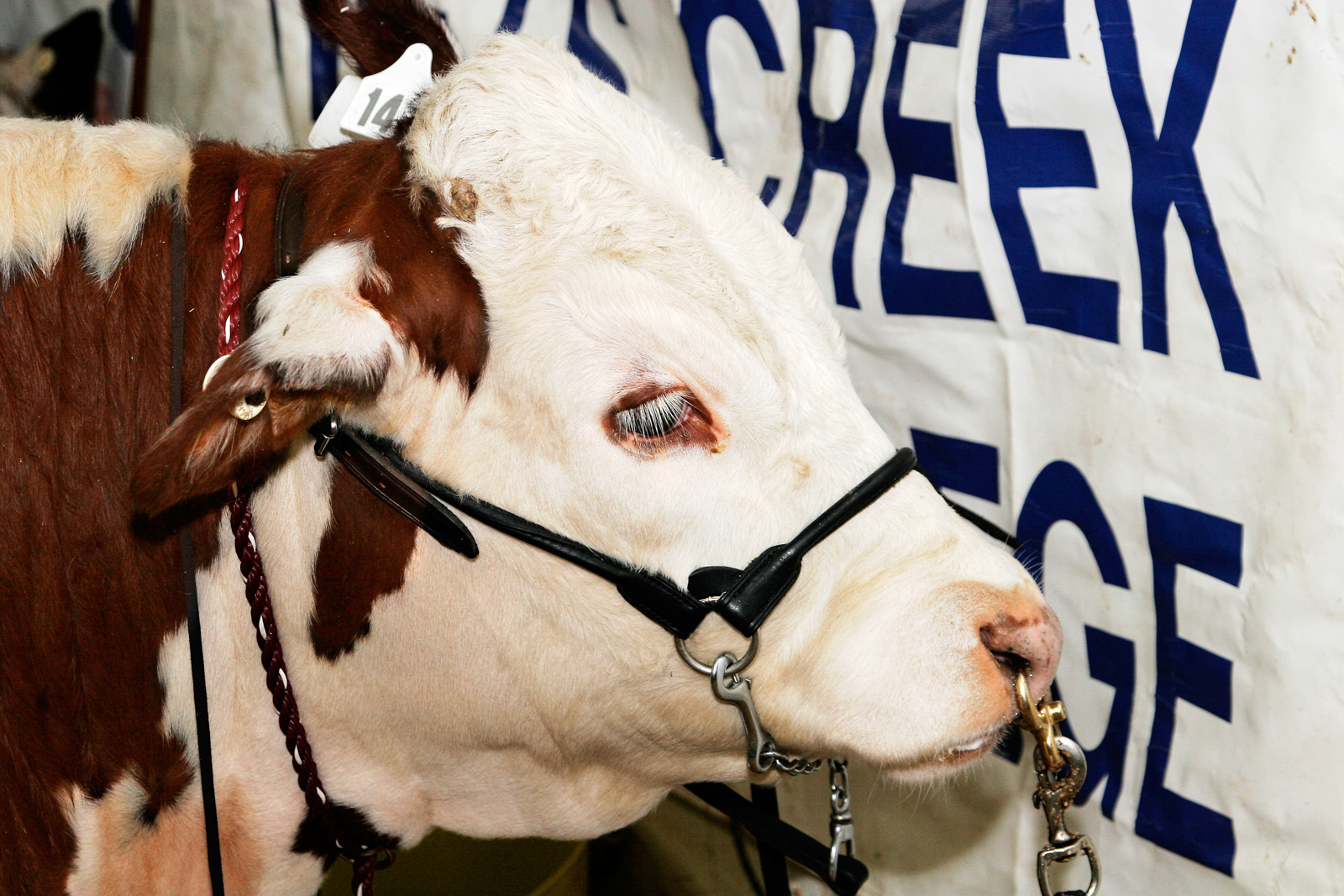
Hereford en concours